# Bundesautobahn 15

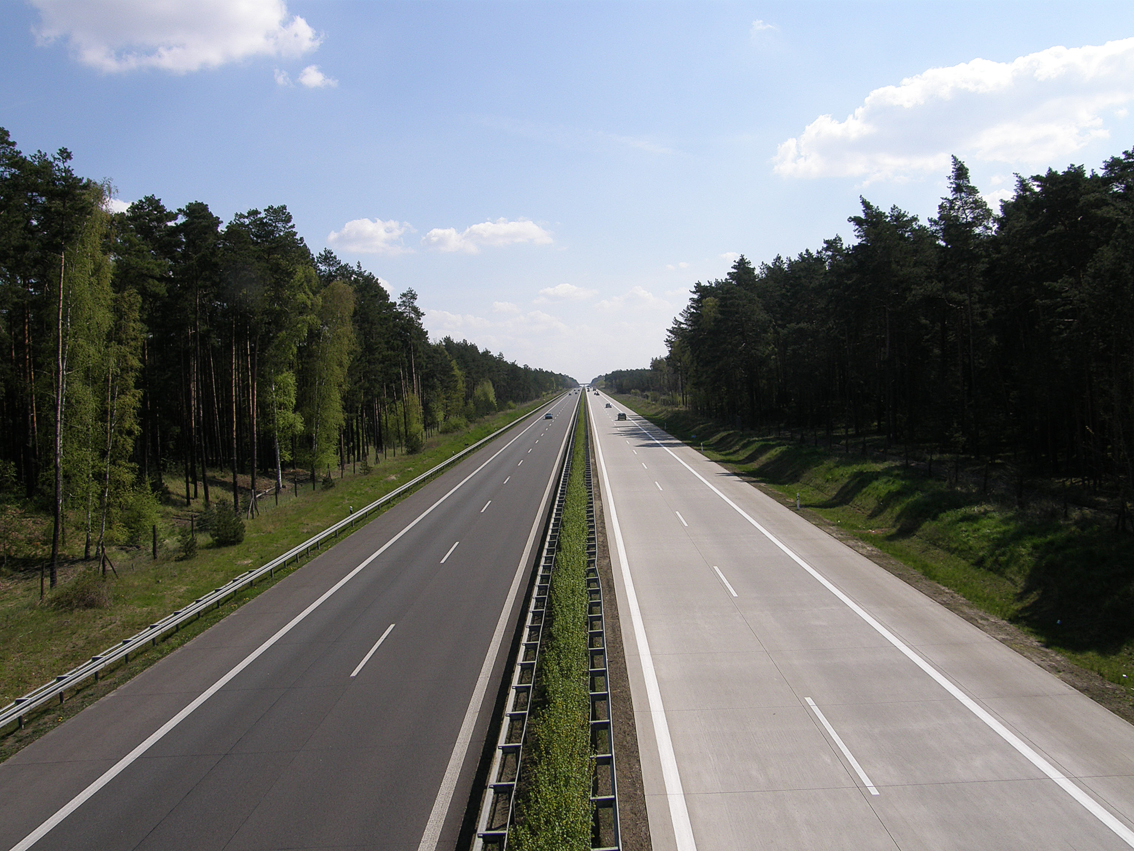
autostrada A 15 vicino Kolkwitz

L'autostrada tedesca A 15 congiunge Lübbenau alla frontiera polacca presso Bademeusel.
È parte dell'itinerario che congiunge Berlino alla Slesia, proseguendo in territorio polacco come A18.

## Percorso
| A 15 |           |                           |      |                |                |
| Tipo | n° uscita | Indicazione               | km   | Corrispondenze | Strada europea |
|      | 1         | Autobahndreieck Spreewald | 0,0  |                |                |
|      | 2         | Boblitz                   | 3,8  |                |                |
|      | 3         | Vetschau                  | 12,2 |                |                |
|      | 4         | Cottbus-West              | 30,6 |                |                |
|      | 5         | Cottbus-Süd               | 34,2 |                |                |
|      | 6         | Roggosen                  | 42,5 |                |                |
|      | 7         | Forst                     | 52,7 |                |                |
|      | 8         | Bademeusel                | 62,9 |                |                |
|      | 9         | Confine di Stato          | 64,1 |                |                |